# José Puidullés
José Puidullés fue un político español.

## Reseña biográfica
Fue jefe político superior de la provincia de Ciudad Real en 1837, destacando particularmente de su gobierno la respuesta al ataque del líder carlista Juan Vicente Rujeros a Bolaños de Calatrava durante la primera guerra carlista. Ocupó luego brevemente la jefatura de la provincia de Alicante del 21 de abril de 1837 al 21 de mayo de 1837. Tras ello fue trasladado a la jefatura de la provincia de Valladolid.
Nombrado jefe político superior de la provincia de Zaragoza por Espartero al hacerse cargo de la regencia de la reina Isabel II, tomó posesión del cargo el 24 de noviembre de 1840 y la detentó hasta el 14 de febrero de 1841. Desde julio de ese año fue director general de Presidios.
Fue de nuevo jefe político superior de la provincia de Zaragoza del 04 de agosto de 1843 al 31 de octubre de 1843, cuando la ciudad de Zaragoza protagonizó revueltas proesparteristas durante la caída del poder del regente.
Volvió a su antiguo cargo de director general de Presidios.